# 샹파뉴아르덴
샹파뉴아르덴(프랑스어: Champagne-Ardenne)은 프랑스 북동부에 위치한 레지옹으로 중심 도시는 샬롱앙샹파뉴이며 면적은 25,606km2, 인구는 1,339,270명(2012년 기준)이다.
북쪽으로는 벨기에와 국경을 접하며 동쪽으로는 로렌, 남동쪽으로는 프랑슈콩테(현재의 부르고뉴프랑슈콩테), 남쪽으로는 부르고뉴(현재의 부르고뉴프랑슈콩테), 서쪽으로는 일드프랑스, 북서쪽으로는 피카르디(현재의 오드프랑스)와 접한다. 4개 주(마른주, 아르덴주, 오브주, 오트마른주)를 관할한다. 샴페인의 생산지로 널리 알려진 곳이다. 2016년 1월 1일을 기해 시행된 레지옹 개편에 따라 알자스와 샹파뉴아르덴, 로렌이 그랑테스트(옛 이름 알자스샹파뉴아르덴로렌)로 합병되었다.

## 같이 보기
- 아르덴